# 田村志朗
田村 志朗（たむら しろう、1977年4月14日 - ）は、日本の実業家。株式会社梓書院の代表取締役社長。

## 略歴
福岡県筑紫郡那珂川町（当時、現在の那珂川市）で梓書院創業者田村明美の長男として生まれる。那珂川町立岩戸北小学校、泰星中学校・高等学校を卒業後、1996年にイギリスへ留学。ロンドン市立大学を卒業して2000年に帰国。同年、株式会社梓書院に入社した。
2007年4月に母の後を継いで同社代表取締役社長に就任した。2009年7月7日に入籍。
| スタブアイコン | サブスタブ | この項目は、まだ閲覧者の調べものの参照としては役立たない、人物に関連した書きかけの項目です。この項目を加筆・訂正などしてくださる協力者を求めています（P:人物伝/PJ:人物伝）。 |